# スナップ・マッチロック

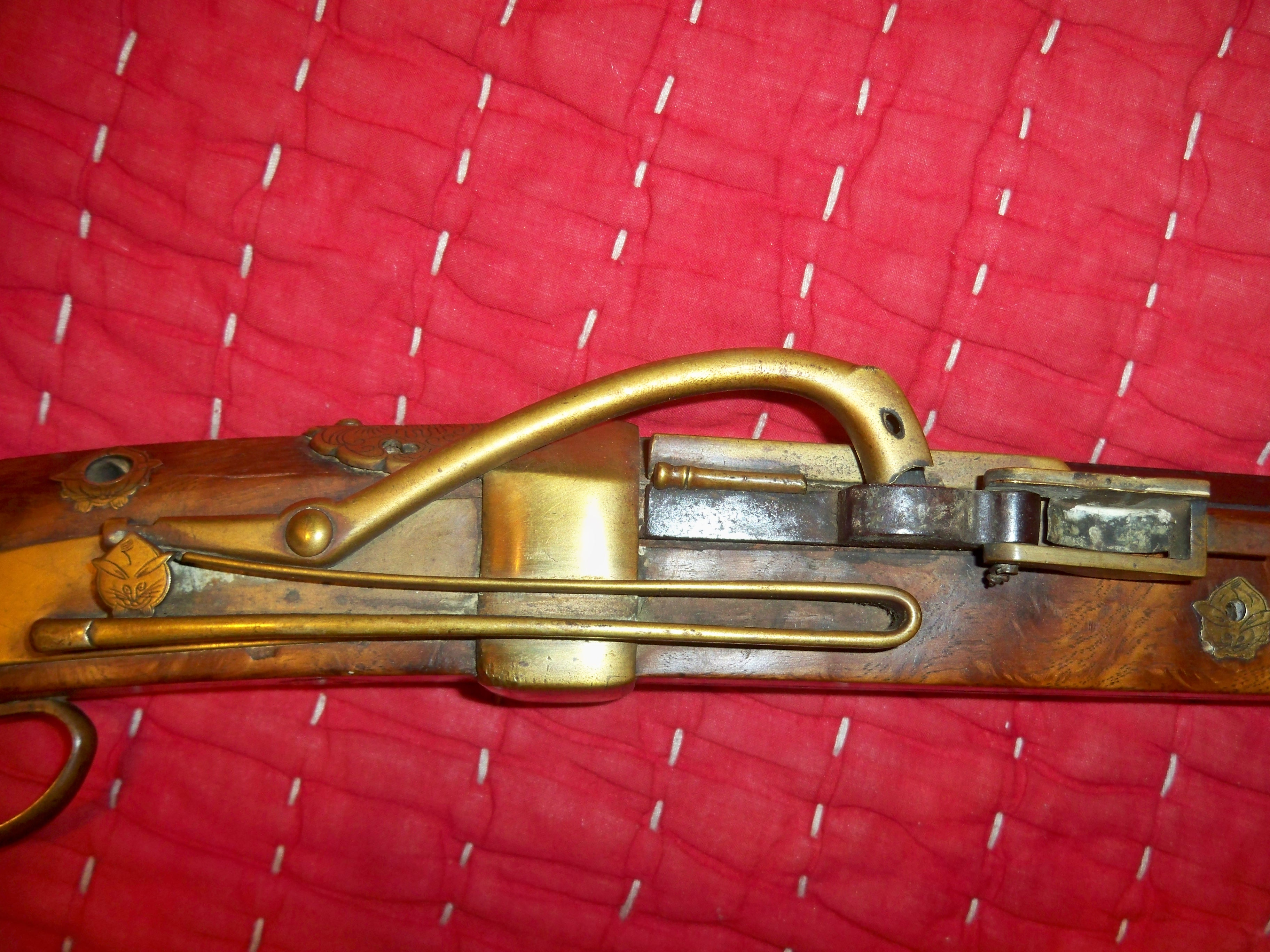
日本の火縄銃の機械部分。

スナップ・マッチロック (英語: snap matchlock) は、マッチロック式アーキバス（火縄銃）の点火機構の一種。ヨーロッパでは1475年ごろから1640年ごろまで、日本では1543年から1880年ごろまで用いられた。

## 概要
銃身の上に蛇型で先が留め金になったレバー（火挟）がついており、通常はこれが弱いばねの力で火皿の上に浮いた状態になっている。ボタンを押したり、トリガーを引いたり紐を引いたりすることで、レバーとともにその先に固定した火縄が振り下ろされ、点火薬が載った火皿に叩きつけられる。そこで飛び散った火花が銃身に開いた点火口を通って内部に入り込み、中に込められた発射薬に点火、爆発させて銃弾を発射する。点火の際によく火縄の火が消えてしまうため連発が利かず、ヨーロッパではもっぱら狙撃用の武器として用いられた。
日本では、記録に残っているうえでは1543年に種子島に漂着したポルトガル人によってはじめて鉄砲が伝来した。日本のいわゆる火縄銃は、ポルトガル人のスナップ・マッチロック式アーキバスを基にしているが、これはもともとポルトガルが1510年にゴアを占領し、1511年にマラッカを征服したときに使用したものと同型であった